# Blohm & Voss BV 222
Il Blohm & Voss BV 222 "Wiking" (in tedesco vichingo) era un idrovolante esamotore da trasporto a lungo raggio a scafo centrale prodotto dall'azienda tedesca Blohm & Voss GmbH e utilizzato dalla Luftwaffe durante la seconda guerra mondiale. Inizialmente progettato per collegare Berlino con New York in 20 ore con 16 passeggeri.
In servizio a partire dal 1940, i BV 222 erano capaci di trasportare 92 soldati; furono impiegati durante la campagna in Africa settentrionale e a supporto degli U-Boot nell'Oceano Atlantico. A causa delle perdite inflitte a questi aerei da parte dei caccia della RAF, furono dotati di cannoni e mitragliatrici. Alcuni prototipi furono destinati alla ricognizione marittima.

## Storia
Il prototipo volò il 7 settembre 1940. Seguirono altri otto prototipi muniti di armamento difensivo. Tutti prestarono servizio con la Lufttransportstaffel See 222 nel Mediterraneo in missioni di trasporto fra l'Italia e il Nordafrica. Due furono abbattuti dai caccia alleati. I prototipi dal V2 al V5 furono destinati alla ricognizione marittima con radar di ricerca Hohentwiel e radar d'allarme poppiero Neptun. Tutti erano muniti di motori stellari BMW Bramo Fafnir 323R e designati BV 222A. Una versione civile BV 222B con motori Junkers Jumo 208 fu abbandonata.

## Utilizzatori
Germania
- Luftwaffe